# 扶餘翹岐
扶餘翹岐，(?-677)，百濟王子，百濟武王二王子，百濟義慈王異母兄。
642年，他與母親、姐姐和40名貴族一起被流放到倭國。這是新國王從貴族手中奪回權力的嘗試，但反而導致了更多的怨恨和政治不穩定。他在倭國作為蕃客但往後的事跡不為人知。
百濟亡國後，他的許多其他家庭成員以及他的侄子百濟王善光（或禪廣）在倭國定居並被賦予了百濟王氏，從此生活在大阪一帶。